# Lodra
Die Lodra war eine Masseneinheit (Gewichtsmaß) mit unterschiedlicher Größe im Maghreb und Teilen Asiens.
- Mittelalter: 1 Lodra = 176 Dirham (osmanisch) = 564,432 Gramm
- Maghreb: 1 Lodra = 133 1/3 Dirham = 416,67 Gramm
- 30 Lodra (Wezne lodrasi (osmanische)) = 1 Wezne = 3600 Dirham (D. = 3,207 Gramm) = 11,545 Kilogramm
  - 120 Dirham = 384,9 Gramm

Das osmanische Wezne mit 30 Lodra oder 11,545 Kilogramm soll dem Männ möglicherweise gleich sein.
Kleinasien: 100 Lodra = 1 Qintār = 17600 Dirham = 56,443 Kilogramm